# Nicolae T. Orășanu
Nicolae T. Orășanu (n. 1833, Craiova – d. 7 august 1890, Negreni, Olt) a fost un gazetar, poet, prozator, publicist, memorialist român. Tatăl său a fost Teodor Orășanu (1798-1859), căsătorit cu Maria. Părinții săi și ulterior Nicolae au locuit în mahalaua Sf. Ecaterina, aflată în vecinătatea Mitropoliei din București.
A făcut studii la Școala de la Sf. Sava din București, fără a le termina. A fost inspector, director la Monitorul Oficial, director al Imprimeriei Statului. Nicolae T. Orășanu a servit câtva timp la Ministerul Justiției în 1852 și apoi a fost comisar de poliție în București, între anii 1866 și 1867.
A participat la evenimentele din timpul Unirii Principatelor Române din 1859, pe care le-a consemnat în lucrarea O pagină a vieții mele sau 22, 23, 24 ianuarie 1859. Ulterior a devenit un adversar al domnitorului Alexandru Ioan Cuza, scriind pamfletul în versuri Trefleac voivod.
A debutat în 1854 cu volumul Floricele de primăvară. A scris pamflete, versuri antidinastice și epigrame politice, pe care le-a publicat în volumul Iluștrii contimpurani (1861). A fondat o serie de gazete cu teme satirice. A fost redactor la: Spiriduș, Țânțarul, Nichipercea, Sarsailă, Asmodeu, Urzicătorul, Daracul (1869-1876) ș.a. A colaborat la: Dâmbovița, Resboiul, ș.a. A folosit o serie de pseudonime: Iago; Ioana lui Vișan Văduvă; Netto; Nicor; Odobașa; Orășenescu; Cetățenescu N.T.; Palicariopolu G. A publicat broșuri cu titluri demonice: Coarnele lui Nichipercea, Coada lui Nichipercea, Ochiul dracului, Codița dracului, Ghearele dracului. George Călinescu îl descrie ca pe un tip vitriolant în scris, "prin satirele sale  astăzi cu totul anodine, lipsite de spirit și decență. Totul era persiflat...Domnitorul Carol e atacat într-un chip nedemn." A tradus scrieri de Charles Paul de Cock (Sora Ana, 1856), Jean-Pierre Claris de Florian (Gonzalvu de Cordoba), Jean-Louis Carra (Istoria Moldaviii și a Romîniii..., 1857) și Béranger (Bunul Dumnezeu, 1875. A decedat la Negreni, un sat al comunei Scornicești, județul Olt.
În anul 2007, la Editura Compania a apărut volumul „Satire, dicționar politic și alte marafeturi de București”, ediție îngrijită de Adina Kenereș și Petru Romoșan. În circa 300 de pagini sunt publicate poeme, puțină proză memorialistică și imagini din publicațiile lui N.T. Orășanu.

## Scrieri
- Floricele de primăvară, București, Tipografia Santei Mitropolie, 1854
- Dicționar politic, București, Socec, 1920
- Întemnițările mele politice, București, Rassidescu, 1861
- Opere satirice, București, Typografia August Laurianu, 1875
- O pagină a vieței mele sau 22, 23 și 24 ianuariu 1859, București, Imprimeria Națională, 1861
- Misterele mahalalelor sau Cronica scandaloasă a orașului, Nr.6, București, Nifon Mitropolitul, 1858
- Trei-feți-logofeți sau povestea lui Fîl-Fîl-Son, București, Ionninu, 1857
- Târgul cu idei sau Buletinul Cișmegiului (vol, I-IX), Imprimeria Natională a lui Iosif Romanov et Comp.), Bucuresci, 1857
- Iluștrii contimpurani. Satire și epigrame politice. București, Typografia Naționale a lui Stefan Rasidescu, 1861.
- O fata de maritatu, București, Imprimeria Națională a lui Romanov et Comp., 1858